# Lijst van presidenten van Barbados
Hieronder staat een chronologische lijst van presidenten van Barbados.

## Geschiedenis
Barbados werd onafhankelijk op 30 november 1966. Het land bleef evenwel lid van het Gemenebest van Naties en een Commonwealth realm met koningin Elizabeth II als staatshoofd. In 2020 kondigde premier Mia Mottley aan dat de monarchie afgeschaft zou worden en vervangen door een republiek. De republiek werd op 30 november 2021 officieel uitgeroepen, exact 55 jaar na het uitroepen van de onafhankelijkheid. De laatste gouverneur-generaal, Sandra Mason, werd verkozen tot eerste president van het land.

## Verkiezing
De president wordt verkozen door het Barbadiaanse parlement op gezamenlijke voordracht door de premier en de leider van de oppositie, en dit 90 dagen voor het verstrijken van de ambtstermijn van de uitgaande president. Deze voordracht wordt vervolgens unaniem aangenomen door beide kamers van het Barbadiaanse parlement, tenzij een parlementslid protest aantekent. In dat geval stemmen beide kamers apart over de voordracht, waarbij een tweederdemeerderheid vereist is voor goedkeuring.
Indien de voordracht niet wordt goedgekeurd voor de zestigste dag voor het einde van de ambtstermijn van de uitgaande president, wordt de verkiezing opengesteld voor andere kandidaten. Om deel te kunnen nemen aan de verkiezing moet een kandidaat voorgedragen worden door de premier, de leider van de oppositie of ten minste tien leden van het lagerhuis. Ook ditmaal dient een tweederdemeerderheid in beide kamers behaald te worden.

## Presidenten van Barbados (2021-heden)
| Nr. | President | President           | Ambtstermijn             | Partij        |
| --- | --------- | ------------------- | ------------------------ | ------------- |
| 1   |           | Sandra Mason (1949) | 30 november 2021 - heden | Onafhankelijk |